# 药王庙 (奇台县)
药王庙位于中华人民共和国新疆维吾尔自治区昌吉回族自治州奇台县奇台镇，是新疆境内仅存的清代药王庙古建筑。药王庙始建于清光绪年间，现为新疆维吾尔自治区文物保护单位。

## 历史
清代光绪年间，奇台县将县址从老奇台迁至古城（今奇台县县城）。彼时古城人口稠密，两年内发生两次大瘟疫。因此，当时古城药材生意火爆，城内开设超过20家药铺，分为内科、疗疮科、骨科。为祈求消除瘟疫，保佑健康，民众于光绪十四年（1888年）集资修建药王庙，供奉药王孙思邈。同时，药王庙也成为药材商聚会之场所。中华民国成立后，在药王庙举办医师学堂。新疆和平解放后，药王庙曾作为奇台县工商局的生产资料经济部办公室，县工商局改变了药王庙的墙体、装饰。

## 建筑
药王庙位于中华人民共和国新疆维吾尔自治区昌吉回族自治州奇台县奇台镇唐朝墩社区团结路北侧，位于水磨河西侧约650米处，四周为居民区。原为娘娘庙、关帝庙、二郎庙、门楼、戏台等建筑组成的庙宇建筑群，现仅存药王庙与关帝庙。
药王庙是坐北朝南的砖木结构建筑，面阔三间（约13米），进深三间（约15米），面积约195平方米。建筑作勾连搭式联结，前殿为硬山卷棚顶，后殿为硬山顶，铺小青瓦。梁架结构为三架梁。檐廊采用昌吉东部建筑特有的拔廊房营造技艺，风格为拔一廊，一挑一飞两层檐。存有額枋、雀替、斗拱等结构。药王庙檩、枋、东侧山墙处残存有彩绘。修缮前，药王庙的后檐墙体、两侧山墙坍塌情况严重。地面在原有青砖上铺设有混凝土地面。

## 保护
1988年，昌吉回族自治州普查队对药王庙调查并建档。但普查时，因谐音被记录为岳王庙。2007年，药王庙被列为新疆维吾尔自治区文物保护单位。2008年，奇台县文体局组织勘查药王庙等文物古迹，并完成抢救性保护可行性研究。2009年，第三次全国文物普查时复查。此时的药王庙因废弃，破败不堪，甚至难以进入室内。新疆维吾尔自治区文物局在其编制的书籍《不可移动的文物》中称药王庙“从整体现状看随时都会倒塌。”
2010年开始，奇台县将包括药王庙在内的会馆、庙宇修缮及旅游开发项目作为重点建设项目。2011年，奇台县公布药王庙的保护范围和建设控制地带。2016年，投资400万元人民币用于修缮奇台药王庙。2024年，新疆维吾尔自治区发展和改革委员会发布《2024年上半年向民间资本推介项目清单》，其中包括“奇台县药王庙中医文化传承配套设施建设项目”，项目包括新建药王庙东厢房、西厢房、倒座房等建筑设施，共计建筑面积2000平方米。